# Ariel Arnaldo Ortega
Ariel Arnaldo "El Burrito" Ortega (Ledesma, Jujuy, Argentina, 4 de març de 1974), és un futbolista argentí. Juga de davanter o migcampista i el seu actual equip és River Plate de la primera divisió Argentina. Va ser titular de la selecció de futbol de l'Argentina en els mundials de França '98 i Corea-Japó 2002.

## Trajectòria
Va debutar en el River Plate el 14 de desembre de 1991 enfront de Platense de la mà de Daniel Passarella, on es va destacar la seva forma de joc de "gambeta" i enganxes, allí va guanyar diversos campionats locals i es va consolidar com un dels referents d'aquest equip, que va dominar part de futbol argentí dels anys 90.
Va guanyar la Copa Libertadores d'Amèrica el 1996 i a l'any següent va emigrar a Europa, on va jugar en València CF de la lliga espanyola on va convertir un dels millors gols de l'any 97 enfront del FC Barcelona al mateix Camp Nou. La seva relació amb l'entrenador valencianista Claudio Ranieri no va ser bona, i va acabar de ser transferit a la UC Sampdoria d'Itàlia, on tampoc va tenir massa èxit.
El 2000, va fitxar pel Parma AC, on es va adjudicar una Supercopa d'Itàlia i una Copa de la UEFA. Va tornar a River Plate on va tornar a ser una destacada figura, formant un quartet atacant letal al costat de Juan Pablo Ángel, Javier Saviola, Pablo Aimar que seria recordat com els "Quatre Fantàstics". En la seva segona etapa assoleix el Clausura del 2002. Després del campionat esmentat va ser transferit al Fenerbahçe SK, de Turquia, club amb el qual no va finalitzar el seu contracte, tornant-se a l'Argentina de sobte. Aquest fet, va motivar el reclam dels turcs davant la FIFA, que el va inhabilitar de jugar professionalment.
En agost de 2004 Newell's Old Boys va negociar amb els turcs, i va llevar aquesta inhabilitació imposada per la FIFA. Amb els rosarinos, va guanyar l'Apertura d'aquest mateix any, dirigit pel seu amic personal "el Tolo" Gallego. Més tard retornaria a River per tercera ocasió, on passaria uns anys marcats per problemes físics. El 2008 seria cedit a l'Independiente Rivadavia, de Primera B.

## Selecció
Ortega va jugar 97 partits i va marcar 19 gols amb la selecció argentina de futbol. Va estar present a nombroses competicions internacionals, com els Mundials de 1994, 1998 i 2002, els Jocs Olímpics de 1996 i la Copa Amèrica de 1995 i 1999.

## Títols
| Temporada     | Club              | Títol               |
| ------------- | ----------------- | ------------------- |
| Apertura 1991 | River Plate       | Primera argentina   |
| Apertura 1993 | River Plate       | Primera argentina   |
| Apertura 1995 | River Plate       | Primera argentina   |
| 1996          | River Plate       | Copa Libertadores   |
| 1999          | Parma FC          | Supercoppa Italiana |
| Clausura 2002 | River Plate       | Primera argentina   |
| Apertura 2004 | Newell's Old Boys | Primera argentina   |
| Clausura 2008 | River Plate       | Primera argentina   |

## Estadístiques
| Any     | Equip             | Partits | Gols |
| ------- | ----------------- | ------- | ---- |
| 1991-92 | River Plate       | 15      | 1    |
| 1992-93 | River Plate       | 27      | 5    |
| 1993-94 | River Plate       | 29      | 4    |
| 1994-95 | River Plate       | 25      | 7    |
| 1995-96 | River Plate       | 23      | 7    |
| 1996-97 | River Plate       | 16      | 6    |
| 1996-97 | València CF       | 12      | 7    |
| 1997-98 | València CF       | 17      | 2    |
| 1998-99 | Sampdoria         | 27      | 8    |
| 1999-00 | AC Parma          | 18      | 3    |
| 2000-01 | River Plate       | 27      | 9    |
| 2001-02 | River Plate       | 29      | 14   |
| 2002-03 | Fenerbahce        | 14      | 5    |
| 2004-05 | Newell's Old Boys | 24      | 5    |
| 2005-06 | Newell's Old Boys | 29      | 6    |
| 2006-07 | River Plate       | 18      | 4    |
| 2007-08 | River Plate       | 26      | 4    |